# Santeri Väänänen
Santeri Väänänen (1 januari 2002) is een Fins voetballer die speelt als middenvelder voor de Finse club HJK Helsinki.

## Carrière
Väänänen speelde bij de jeugd van HJK Helsinki maar maakte zijn profdebuut voor stadsgenoot en opleidingsploeg Klubi-04. In 2019 keerde hij dan terug naar HJK Helsinki, ondanks zijn jonge leeftijd speelde hij toch al in de eerste ploegen van deze clubs.

## Clubtatistieken
| Seizoen  | Club              | Competitie    | Competitie | Competitie | Competitie | Beker | Beker | Beker | Internationaal | Internationaal | Internationaal | Totaal | Totaal | Totaal |
| Seizoen  | Club              | Competitie    | Wed.       | Dlp.       | Ass.       | Wed.  | Dlp.  | Ass.  | Wed.           | Dlp.           | Ass.           | Wed.   | Dlp.   | Ass.   |
| -------- | ----------------- | ------------- | ---------- | ---------- | ---------- | ----- | ----- | ----- | -------------- | -------------- | -------------- | ------ | ------ | ------ |
| 2018     | Klubi-04 Helsinki | Ykkönen       | 16         | 0          | 0          | 2     | 0     | 0     | —              | —              | —              | 18     | 0      | 0      |
| 2019     | Klubi-04 Helsinki | Ykkönen       | 5          | 1          | 0          | 0     | 0     | 0     | —              | —              | —              | 5      | 1      | 0      |
| 2021     | Klubi-04 Helsinki | Ykkönen       | 1          | 0          | 0          | 0     | 0     | 0     | —              | —              | —              | 1      | 0      | 0      |
| 2018     | HJK Helsinki      | Veikkausliiga | 1          | 0          | 0          | 0     | 0     | 0     | —              | —              | —              | 1      | 0      | 0      |
| 2019     | HJK Helsinki      | Veikkausliiga | 9          | 0          | 0          | 1     | 0     | 0     | —              | —              | —              | 10     | 0      | 0      |
| 2020     | HJK Helsinki      | Veikkausliiga | 8          | 0          | 0          | 2     | 0     | 0     | 3              | 0              | 0              | 13     | 0      | 0      |
| 2021     | HJK Helsinki      | Veikkausliiga | 10         | 0          | 0          | 4     | 1     | 0     | 7              | 0              | 0              | 21     | 1      | 0      |
| 2022     | HJK Helsinki      | Veikkausliiga | 13         | 1          | 1          | 2     | 0     | 0     | 13             | 0              | 0              | 28     | 1      | 1      |
| 2022     | Rosenborg BK      | Eliteserien   | 0          | 0          | 0          | 1     | 0     | 0     | —              | —              | —              | 1      | 0      | 0      |
| 2023     | Rosenborg BK      | Eliteserien   | 0          | 0          | 0          | 0     | 0     | 0     | —              | —              | —              | 0      | 0      | 0      |
| Carrière | Carrière          | Carrière      | 63         | 2          | 1          | 12    | 1     | 0     | 23             | 0              | 0              | 98     | 3      | 1      |

## Erelijst
- HJK Helsinki
  - Veikkausliiga: 2018, 2020, 2021
  - Finse voetbalbeker: 2020